# 12400 Katumaru
12400 Katumaru eller 1995 OA1 är en asteroid i huvudbältet som upptäcktes den 28 juli 1995 av den japanske amatörastronomen Tomimaru Okuni vid Nanyō-observatoriet. Den är uppkallad efter upptäckarens bror Katumaru Okuni.